# Steven de Jongh
Steven de Jongh (født 25. november 1973) er en hollandsk forhenværende professionel cykelrytter.